# Jean Kammerer
Pour les articles homonymes, voir Kammerer.
Jean Kammerer (Neuilly-sur-Seine, 11 décembre 1914 - Dachau, 5 mai 1945) est un résistant français. Il fut délégué militaire régional de la Région M couvrant la Normandie, la Bretagne et l'Anjou, la plus grande des douze régions des Forces françaises de l'intérieur, mais également celle qui fut la plus critique lors des préparatifs du débarquement de Normandie.

## Biographie

### Ascendance
Il est le fils du diplomate, géographe et historien Albert Kammerer.

### Activité dans la Résistance
Nommé depuis septembre 1943 délégué militaire régional, Jean Kammerer gérait les sous-régions de Normandie M1 et M4 et était l'adjoint de Valentin Abeille, qui dirigeait les sous-régions de Bretagne M2 et M3. Liés par une profonde amitié, les deux hommes travaillaient presque en symbiose. Après la capture de Valentin Abeille le 31 mai 1944, Jean Kammerer prit en charge toute la région M. Pendant le mois de juin, c'est-à-dire durant le débarquement des Alliés en Normandie, il coordonna le déclenchement de la guérilla. Ses pseudonymes étaient « Archer », « Éric » et « Parallèle ».
La région M était la plus grande région des FFI comprenant 14 départements. La nature décentralisée du commandement local a permis de garder les unités effectives malgré les problèmes de communications et les difficultés à gérer cette région. Le sentiment de solidarité encouragé par Jean Kammerer a permis de conserver la cohérence des actions malgré l’impossibilité pour le haut commandement de faire appliquer des ordres précis. Les forces allemandes perturbaient constamment la chaîne de commandement, dont les éléments sont souvent neutralisés après avoir été en poste que quelques semaines, voire quelques jours.
Jean Kammerer fut capturé le 24 juin 1944 au Mans en même temps que les responsables des groupes de l'Orne, de la Sarthe et du Calvados. Les circonstances de sa mort sont mal connues : interné à la prison d'Angers, il avala sans doute une pastille de cyanure pour éviter de parler bien qu'officiellement il soit mort en déportation à Dachau le 5 mai 1945. Mais même cela n'arrêta pas les opérations, grâce au fait que les décisions étaient décentralisées dans l'Armée secrète.